# Angelo Zimmerman
Angelo Jose Zimmerman (ur. 19 marca 1984 w Willemstad) – piłkarz z Curaçao pochodzenia holenderskiego występujący na pozycji defensywnego pomocnika, obecnie zawodnik WKE Emmen.

## Kariera klubowa
Zimmerman urodził się w Willemstad na terytorium Antyli Holenderskich, jednak w młodym wieku przeniósł się do Holandii, wstępując do drużyny młodzieżowej klubu FC Groningen. Nie potrafiąc się przebić do pierwszego zespołu, odszedł do drugoligowego SC Cambuur jako dwudziestolatek. Po dwóch latach spędzonych w tym klubie został zawodnikiem innego klubu z Eerste Divisie – FC Emmen, reprezentując jego barwy przez rok w roli podstawowego gracza. Później odszedł do BV Veendam, również w drugiej ligi holenderskiej, jednak podobnie jak w poprzednich klubach nie zdołał wywalczyć promocji do najwyższej klasy rozgrywkowej. Z takim samym skutkiem występował przez pół roku w RBC Roosendaal i ponownie w FC Emmen.
Latem 2011 Zimmerman przeszedł do holenderskiego trzecioligowca WKE Emmen.

## Kariera reprezentacyjna
W seniorskiej reprezentacji Antyli Holenderskich Zimmerman zadebiutował 6 lutego 2008 w wygranym 1:0 spotkaniu z Nikaraguą w ramach eliminacji do Mistrzostw Świata 2010. 26 marca w rewanżowej konfrontacji z tym samym rywalem, wygranej 2:0, zdobył pierwszego gola w kadrze narodowej. Jego drużyna nie zdołała się jednak zakwalifikować na mundial.
W reprezentacji Curaçao, spadkobiercy rozwiązanej kadry Antyli Holenderskich, zadebiutował za to 2 września 2011 w przegranym 2:5 pojedynku z Antiguą i Barbudą, wchodzącym w skład eliminacji do Mistrzostw Świata 2014. Cztery dni później, w przegranym 2:4 meczu z Haiti w tych rozgrywkach, po raz pierwszy wpisał się na listę strzelców w barwach Curaçao, jednak jego drużyna narodowa nie zakwalifikowała się na światowy czempionat.